# Mieszanka mineralno-asfaltowa
Mieszanka mineralno-asfaltowa (MMA) – mieszanina złożona głównie z kruszyw i lepiszcza, z której wykonuje się nawierzchnie bitumiczne.

## Skład mieszanek mineralno-asfaltowych
- mieszanka kruszyw – 90–97% masy
- lepiszcza (np. asfalt) – 3–10% masy
- dodatki środki adhezyjne, stabilizatory, guma itp.

W zależności od składu dodatków końcowa mieszanka różni się parametrami fizycznymi, takimi jak odporność na odkształcenia i ścieralność.